# Рудка (притока Случі)
Рудка — річка в Україні, у Волочиському  районі Хмельницької області. Права притока Случі (басейн Дніпра).

## Опис
Довжина річки 13 км, похил річки — 1,9 м/км. Формується з багатьох безіменних струмків та водойм. Площа басейну 48,7 км². 
Приблизно до 1870 року позначалася на картах як власне Случ, а не її притока, а село Богданівка вважалося таким, що стоїть на березі Случі. На момент впадання має більшу довжину: 13 км у Рудки проти 9 км у Случі. 

## Розташування
Бере початок на сході від Авратина. Спочатку тече на південний схід через Чухелі, у Богданівці повертає на північний захід і в Новій Греблі впадає у річку Случ, праву притоку Горині.